# Liriomyza asphodeli
Liriomyza asphodeli är en tvåvingeart som beskrevs av Spencer 1957. Liriomyza asphodeli ingår i släktet Liriomyza och familjen minerarflugor.
Artens utbredningsområde är Spanien. Inga underarter finns listade i Catalogue of Life.